# فيروز شاه تغلق
فيروز شاه تغلق سلطان مسلم حكم سلطنة دلهي في الفترة بين 1351 إلى 1388 م، من سلالة آل تغلق والتي حكمت في الفترة من 1320 إلى 1414 م. استلم الحكم خلفا لابن عمه محمد بن تغلق والذي توفي نتيجة المرض. كانت مملكة فيروز شاه أصغر من تلك التي حكمها ابن عمه محمد نتيجة الاضطرابات التي انتشرت في البلاد. اشتهر بلقب محطم التماثيل.
حاول فيروز شاه تغلق أن يحتل بلاد البنغال مرتين: مرة في عهد إلياس شاه ما بين عامي 1353 و1354م، ومرة أخرى في عهد ابنه إسكندر شاه ما بين عامي 1359 و1360 م. لكن المحاولتين باءتا بالفشل، وقام فيروز شاه بتوقيع اتفاقية من إسكندر شاه أعطى فيها بلاد البنغال الاستقلال.

## معرض صور

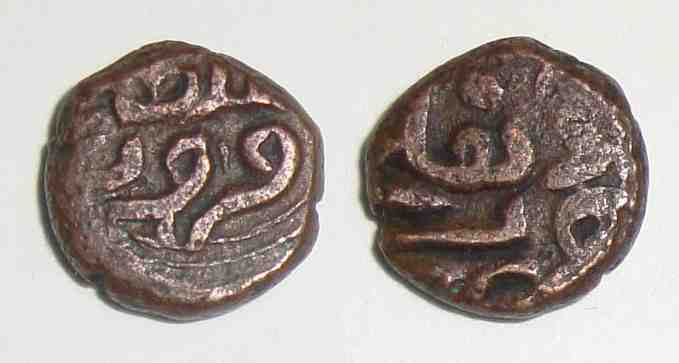
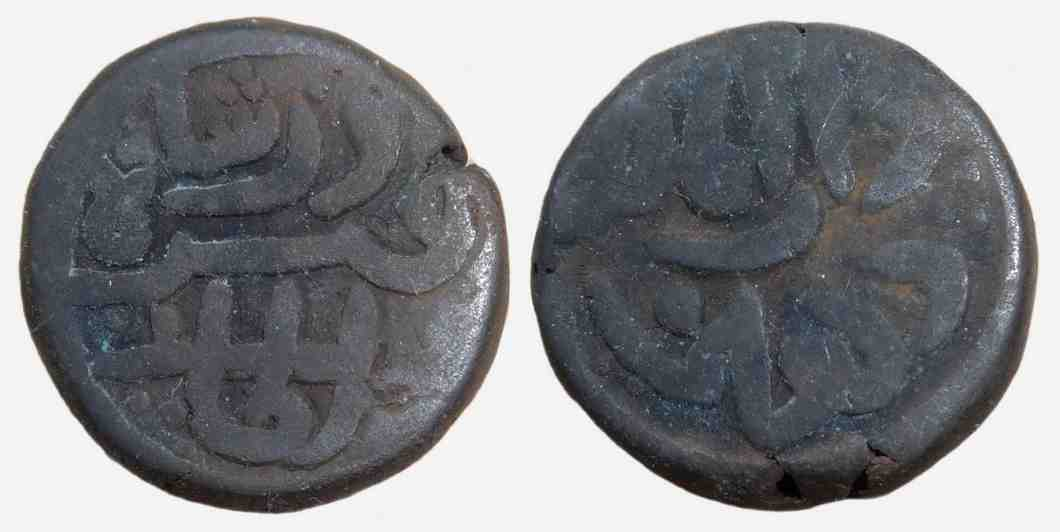
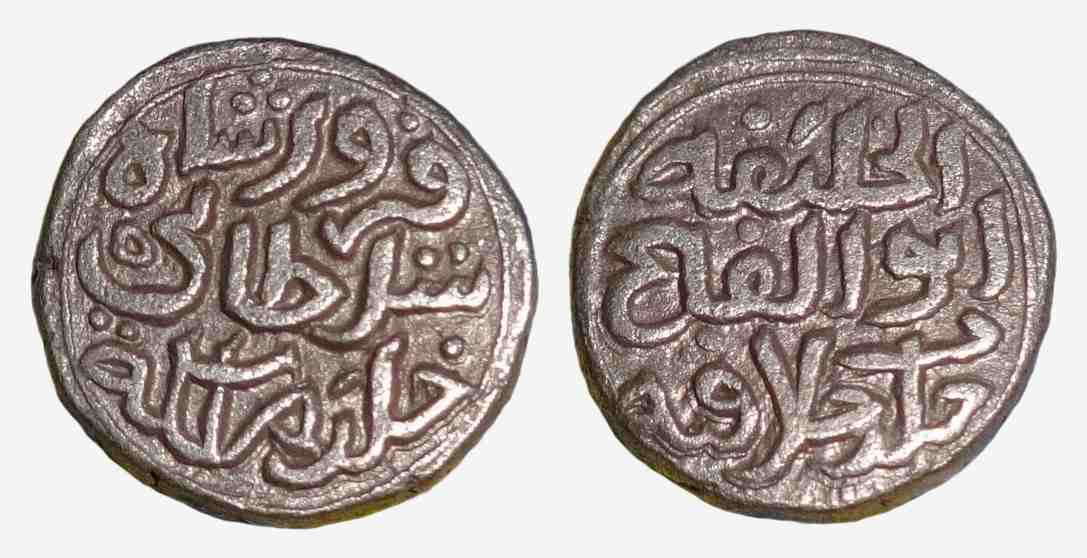
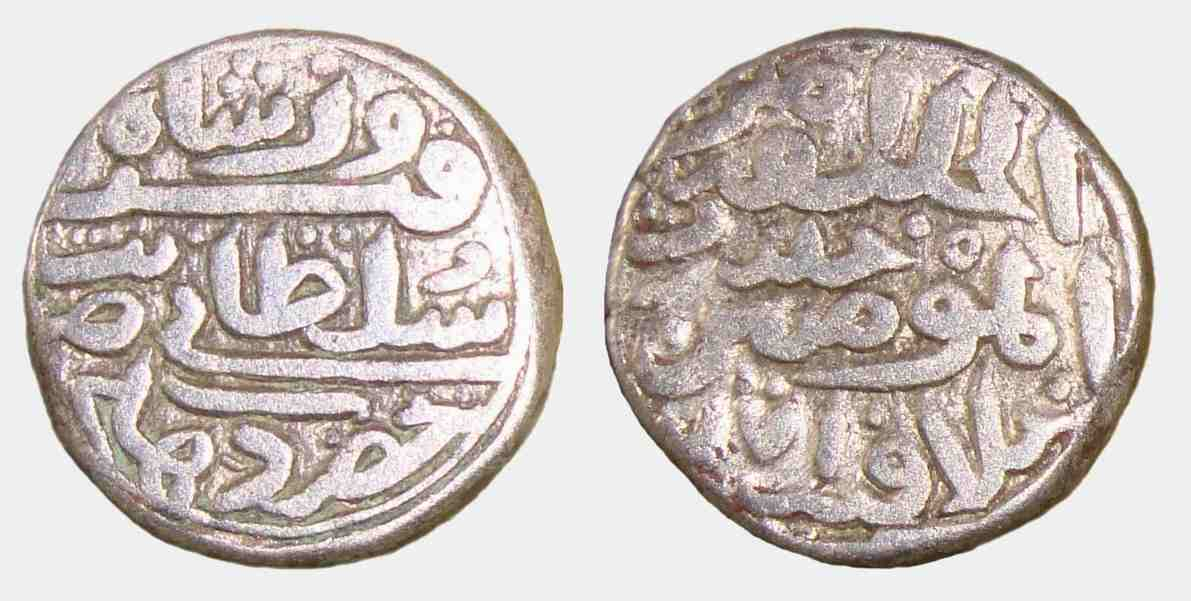
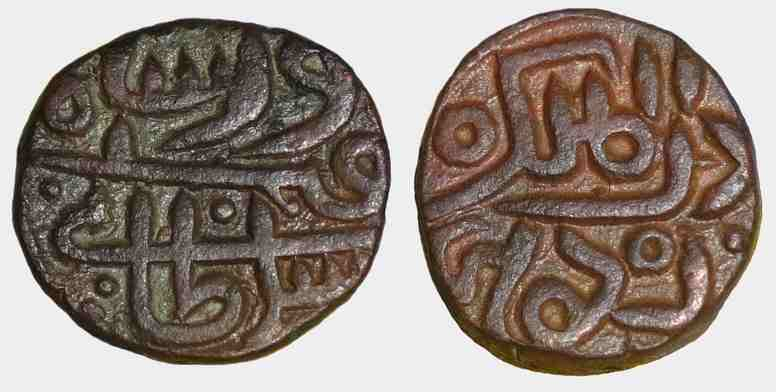
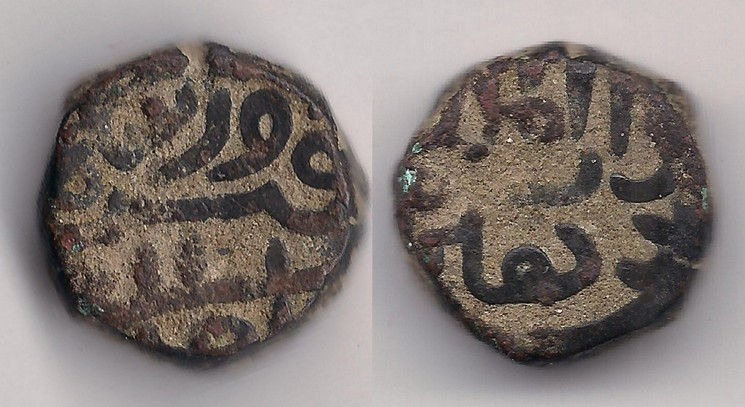